# کالوی لاوریلا
کالوی لاوریلا (فنلاندی: Kalevi Laurila؛ ۵ دسامبر ۱۹۳۷ – ۱۳ آوریل ۱۹۹۱) ورزشکار اسکی صحرانوردی اهل فنلاند بود.
وی در مسابقات کشوری و بین‌المللی در مجموع برندهٔ ۴ مدال نقره، ۱ مدال برنز شده‌است.